# سیارک ۵۶۰۸
سیارک ۵۶۰۸ (به انگلیسی: 5608 Olmos، نامگذاری:1993EO) پنج هزار و ششصد و هشتمین سیارک کشف شده‌است که در ۱۲ مارس ۱۹۹۳ کشف شد.